# Андерсон, Пол Уильям Скотт
Пол Уильям Скотт Андерсон (англ. Paul W. S. Anderson; род. 4 марта 1965) — британский кинорежиссёр, сценарист и продюсер. Наиболее известен фильмом «Смертельная битва» и серией фильмов «Обитель зла».

## Биография
Родился 4 марта 1965 года в Ньюкасле, Великобритания. Чтобы его не путали с американским режиссёром Полом Томасом Андерсоном, он добавил инициалы к фамилии — Paul W. S. Anderson. Свой первый фильм «Шоппинг» (где играл малоизвестный тогда Джуд Лоу) снял в 1994 году. В 1995 году снял фильм «Смертельная битва» по компьютерной игре Mortal Kombat (кассовые сборы 120 млн долл). Два следующих его фильма «Солдат» и «Сквозь горизонт» не повторили успех «Смертельной битвы».
В 2002 году написал сценарий и поставил фильм «Обитель зла» по одноимённой компьютерной игре (бюджет — 32 млн долларов, сборы — 102 млн долларов). Продолжение — фильм «Обитель зла 2: Апокалипсис», к которому он написал сценарий, при бюджете 43 млн долларов собрал в прокате 129 млн долларов.
В феврале 2025 года на экраны вышла картина «В потерянных землях» по рассказу Джорджа Мартина.
22 августа 2009 года женился на актрисе Милле Йовович, с которой встречался 7 лет до их свадьбы. У супругов есть три дочери — Эвер Габо Андерсон (род. 3 ноября 2007), Дэшилл Иден Йовович-Андерсон (род. 1 апреля 2015) и Ошин Ларк Эллиот Йовович-Андерсон (род. 2 февраля 2020).

## Фильмография
| Год  |   | Русское название                      | Оригинальное название            | Роль                          |
| ---- | - | ------------------------------------- | -------------------------------- | ----------------------------- |
| 1994 | ф | Шоппинг                               | Shopping                         | режиссёр, сценарист           |
| 1995 | ф | Смертельная битва                     | Mortal Kombat                    | режиссёр                      |
| 1997 | ф | Сквозь горизонт                       | Event Horizon                    | режиссёр                      |
| 1998 | ф | Солдат                                | Soldier                          | режиссёр                      |
| 2000 | ф | Взгляд                                | The Sight (TV)                   | режиссёр, продюсер, сценарист |
| 2002 | ф | Обитель зла                           | Resident Evil                    | режиссёр, продюсер, сценарист |
| 2004 | ф | Чужой против Хищника                  | AVP: Alien Vs. Predator          | режиссёр, сценарист           |
| 2004 | ф | Обитель зла 2: Апокалипсис            | Resident Evil: Apocalypse        | продюсер, сценарист           |
| 2005 | ф | Тёмные силы                           | The Dark                         | продюсер                      |
| 2006 | ф | DOA: Живым или мёртвым                | DOA: Dead or Alive               | продюсер                      |
| 2007 | ф | Обитель зла 3                         | Resident Evil: Extinction        | продюсер, сценарист           |
| 2008 | ф | Смертельная гонка                     | Deathrace                        | режиссёр, продюсер, сценарист |
| 2009 | ф | Пандорум                              | Pandorum                         | продюсер                      |
| 2010 | ф | Обитель зла: Жизнь после смерти       | Resident Evil: Afterlife         | режиссёр, сценарист           |
| 2011 | ф | Мушкетеры                             | The Three Musketeers             | режиссёр, продюсер            |
| 2011 | ф | Смертельная гонка 2: Франкенштейн жив | Death Race 2                     | продюсер, сценарист           |
| 2012 | ф | Обитель зла: Возмездие                | Resident Evil: Retribution       | режиссёр, продюсер, сценарист |
| 2014 | ф | Помпеи                                | Pompeii                          | режиссёр, продюсер            |
| 2016 | ф | Обитель зла: Последняя глава          | Resident Evil: The Final Chapter | режиссёр, продюсер, сценарист |
| 2020 | ф | Охотник на монстров                   | Monster Hunter                   | режиссёр, продюсер, сценарист |
| 2025 | ф | В потерянных землях                   | In the Lost Lands                | режиссёр, сценарист           |